# خورشیدآباد (نوشهر)
خورشیدآباد، ناحیه‌ی کشاورزی از روستای حیرت از توابع بخش کجور شهرستان نوشهر در استان مازندران ایران .
اهالی روستای حیرت از صد ها سال پیش در منطقه ی خورشید آباد به کشت برنج،گندم و لوبیا می پرداختند.
محصول اصلی ناحیه خورشید آباد حیرت برنج است.این امر به دلیل مجاورت رودخانه ای است که به دریای خزر میریزد.
هر ساله مزارع برنج این ناحیه زیبایی خاصی به منطقه می‌بخشد که قابل توصیف نیست.
حیرت خود یک زیستگاه جانوری غنی است ،در منطقه ی خورشید آباد این روستا حیواناتی چون خوک ،قورباغه و روباه در کنار پرنده ی سینه سرخ به وفور وجود دارند و تعداد اندکی خرس قهوه ای در کنار چند آهو که طبق گزارشات اهالی در این ناحیه مشاهده شدند نیز به طور فصلی و یا دائمی این ناحیه را برای زیست برگزیدند.

رودخانه ی خورشید آباد هر ساله در فصل تابستان غنی است از ماهی های ریز و درشت که به دلیل خشک شدن تدریجی این رودخانه روز به روز از تعداد ماهی ها نیز کاسته میشود.
همچنین در نزدیکی این ناحیه چند  آسیاب و اودنگ تاریخی نیز وجود داشت که به دلیل عدم مرمت و نگه داری ،امروز فقط یک آسیاب آبی از تشکیلات تاریخی به جا مانده که آن هم نفس های آخر خود را می کشد.
برای رسیدن به خورشید آباد سه راه وجود دارد که تنها یک راه آن اصلی و ماشین رو است ، راه مستقیم که از دل روستای حیرت و دامنه های کوه پرشین به منطقه ی خورشید آباد می‌رسید سال ها به عنوان راه اصلی استفاده می شد که با آسفالت شدن جاده ی مرزن آباد کجور و نقاط فرعی آن این راه  راه دیگر استفاده نمی شود.البته راه مستقیم حیرت -خورشید آباد از همان ابتدا ماشین رو نبوده و فقط استان در کنار حیواناتی چون اسب می‌توانستند از آن استفاده کنند.

## جمعیت
این ناحیه در روستای حیرت از  دهستان پنجک‌رستاق قرار دارد و براساس سرشماری مرکز آمار ایران در سال ۱۳۸۵، جمعیت آن ۱۳ نفر (۴خانوار) بوده‌است. البته امروزه فقط شش ماه از سال آن هم به دلیل کشاورزی خانه های کاهگلی این ناحیه مملوع از سکنه است و میتوان گفت مابقی سال این بخش کاملا خالی از سکنه می شود،مردم حیرت از قومیت طبری هستند. مردم حیرت به زبان طبری با گویش کجوری سخن می‌گویند.